# Lista de cidades de Illinois

Localização geográfica do Illinois nos Estados Unidos.

O Illinois é um estado localizado na região centro-oeste dos Estados Unidos. De acordo com o Censo dos Estados Unidos de 2010, Illinois é o 5º estado o mais populoso com 12.831.549 habitantes, mas o 24º maior por área de terra medindo 143,793.4 km². O estado de Illinois é dividido em 102 condados e contém 1.299 municípios incorporados consistindo de cidades, vilas e aldeias.
Abaixo está uma listas das cidades do estado de Illinois.

## A
- Abingdon
- Addieville
- Addison
- Adeline
- Albany
- Albers
- Albion
- Aledo
- Alexis
- Algonquin
- Alhambra
- Allendale
- Allenville
- Allerton
- Alma
- Alorton
- Alpha
- Alsey
- Alsip
- Altamont
- Alto Pass
- Alton
- Altona
- Alvin
- Amboy
- Anchor
- Andalusia
- Andover
- Anna
- Annawan
- Antioch
- Apple River
- Arcola
- Arenzville
- Argenta
- Arlington
- Arlington Heights
- Armington
- Aroma Park
- Arrowsmith
- Arthur
- Ashkum
- Ashland
- Ashley
- Ashmore
- Ashton
- Assumption
- Astoria
- Athens
- Atkinson
- Atlanta
- Atwood
- Auburn
- Augusta
- Aurora
- Ava
- Aviston
- Avon

## B
- Baldwin
- Banner
- Bannockburn
- Bardolph
- Barrington
- Barrington Hills
- Barry
- Bartelso
- Bartlett
- Bartonville
- Basco
- Batavia
- Batchtown
- Bath
- Bay View Gardens
- Baylis
- Beach Park
- Beardstown
- Beaverville
- Beckemeyer
- Bedford Park
- Beecher
- Beecher City
- Belgium
- Belknap
- Belle Prairie City
- Belle Rive
- Belleville
- Bellevue
- Bellflower
- Bellmont
- Bellwood
- Belvidere
- Bement
- Benld
- Bensenville
- Benson
- Bentley
- Benton
- Berkeley
- Berlin
- Berwyn
- Bethalto
- Bethany
- Biggsville
- Bingham
- Birds
- Bishop Hill
- Bismarck
- Blandinsville
- Bloomingdale
- Bloomington
- Blue Island
- Blue Mound
- Bluffs
- Bluford
- Bolingbrook
- Bondville
- Bone Gap
- Bonfield
- Bonnie
- Boulder Hill
- Bourbonnais
- Bowen
- Braceville
- Braford
- Bradley
- Braidwood
- Breese
- Bridgeport
- Bridgeview
- Brighton
- Brimfield
- Broadlands
- Broadview
- Broadwell
- Brocton
- Brookfield
- Brooklyn
- Brookport
- Broughton
- Browning
- Browns
- Brownstown
- Brussels
- Bryant
- Buckingham
- Buckley
- Buckner
- Buda
- Buffalo
- Buffalo Grove
- Bull Valley
- Bulpitt
- Buncombe
- Bunker Hill
- Burbank
- Bureau Junction
- Burlington
- Burnham
- Burnt Prairie
- Burr Ridge
- Bush
- Bushnell
- Butler
- Byron

## C
- Cabery
- Cahokia
- Cairo
- Caledonia
- Calhoun
- Calumet City
- Calumet Park
- Camargo
- Cambria
- Cambridge
- Camden
- Camp Point
- Campbell Hill
- Campus
- Canton
- Cantrall
- Capron
- Carbon Cliff
- Carbon Hill
- Carbondale
- Carlinville
- Carlock
- Carlyle
- Carmi
- Carol Stream
- Carpentersville
- Carrier Mills
- Carrollton
- Carterville
- Carthage
- Cary
- Casey
- Caseyville
- Catlin
- Cave-In-Rock
- Cedar Point
- Centralia
- Cedarville
- Central City
- Centreville
- Cerro Gordo
- Chadwick
- Champaign
- Champaign
- Champaign-Urbana
- Chandlerville
- Channahon
- Channel Lake
- Chapin
- Charleston
- Chatham
- Chatsworth
- Chebanse
- Chenoa
- Cherry
- Cherry Valley
- Chester
- Chesterfield
- Chicago
- Chicago Heights
- Chicago Ridge
- Chillicothe
- Chrisman
- Christopher
- Cicero
- Cisco
- Cisne
- Cissna Park
- Claremont
- Clarendon Hills
- Clay City
- Clayton
- Clear Lake
- Cleveland
- Clifton
- Clinton
- Coal City
- Coal Valley
- Coalton
- Coatsburg
- Cobden
- Coffeen
- Colchester
- Coleta
- Colfax
- Collinsville
- Colona
- Colp
- Columbia
- Columbus
- Compton
- Concord
- Congerville
- Cooksville
- Cordova
- Cornell
- Cortland
- Coulterville
- Country Club Hills
- Countryside
- Cowden
- Coyne Center
- Crainville
- Creal Springs
- Crescent City
- Crest Hill
- Creston
- Crestwood
- Crete
- Creve Couer
- Crossville
- Crystal Lake
- Crystal Lawns
- Cuba
- Cullom
- Cutler
- Cypress

## D
- Dahlgren
- Dakota
- Dallas City
- Dalton City
- Dalzell
- Damiansville
- Dana
- Danforth
- Danvers
- Danville
- Darien
- Davis
- Davis Junction
- Dawson
- De Land
- De Pue
- De Soto
- De Witt
- DeKalb
- Decatur
- DeKalb
- Deer Creek
- Deer Grove
- Deer Park
- Deerfield
- Delavan
- Des Plaines
- Des Plaines
- Detroit
- Diamond
- Dieterich
- Divernon
- Dix
- Dixmoor
- Dixon
- Dolton
- Dongola
- Donnellson
- Donovan
- Dorchester
- Dover
- Dowell
- Downers Grove
- Downs
- Du Bois
- Du Quoin
- Dunfermline
- Dunlap
- Dupo
- Durand
- Dwight

## E
- Eagarville
- Earlville
- East Alton
- East Brooklyn
- East Cape Girardeau
- East Carondelet
- East Dubuque
- East Dundee
- East Galesburg
- East Gillespie
- East Hazel Crest
- East Moline
- East Peoria
- East St. Louis
- Easton
- Eddyville
- Edgewood
- edinburg
- Edwardsville
- Effingham
- El Dara
- El Paso
- Elburn
- Eldorado
- Eldred
- Elgin
- Elizabeth
- Elizabethtown
- Elk Grove Village
- Elkhart
- Elkville
- Elliott
- Ellis Grove
- Ellisville
- Ellsworth
- Elmhurst
- Elmhurst
- Elmwood
- Elwood Park
- Elsah
- Elvaston
- Elwood
- Emden
- Emington
- Energy
- Enfield
- Equality
- Erie
- Essex
- Eureka
- Evanston
- Evansville
- Evergreen Park
- Ewing
- Exeter

## F
- Fairbury
- Fairfield
- Fairmont
- Fairmont City
- Fairmount
- Fairview Heights
- Farina
- Farmer City
- Farmersville
- Farmington
- Fayetteville
- Ferris
- Fidelity
- Fieldon
- Fillmore
- Findlay
- Fisher
- Fithian
- Flanagan
- Flat Rock
- Flora
- Florence
- Flossmoor
- Foosland
- Ford Heights
- Forest City
- Forest Lake
- Forest Park
- Forest View
- Forrest
- Forreston
- Forsyth
- Fox Lake
- Fox Lake Hills
- Fox River Grove
- Fox River Valley Gardens
- Frankfort
- Frankfort Square
- Franklin
- Franklin Grove
- Franklin Park
- Freeburg
- Freeman Spur
- Freeport
- Fulton
- Fults

## G
- Gages Lake
- Galatia
- Galena
- Galesburg
- Galva
- Gardner
- Garrett
- Gays
- Geneseo
- Geneva
- Genoa
- Georgetown
- German Valley
- Germantown
- Germantown Hills
- Gibson
- Gifford
- Gilberts
- Gillespie
- Gilman
- Girard
- Gladstone
- Glasford
- Glasgow
- Glen Carbon
- Glen Ellyn
- Glencoe
- Glendale Heights
- Glenview
- Glenwood
- Godfrey
- Godley
- Golconda
- Golden
- Golden Gate
- Golf
- Good Hope
- Goodfield
- Goodings Grove
- Goreville
- Gorham
- Grafton
- Grand Ridge
- Grand Tower
- Grandview
- Grandwood Park
- Granite City
- Grant Park
- Grantfork
- Grandville
- Grayslake
- Grayville
- Green Oaks
- Green Valley
- Greenfield
- Greenup
- Greenview
- Greenville
- Greenwood
- Gridley
- Griggsville
- Gulf Port
- Gurnee

## H
- Hainesville
- Hamburg
- Hamel
- Hamilton
- Hammond
- Hampshire
- Hampton
- Hanaford
- Hanna City
- Hanover
- Hanover Park
- Hardin
- Harmon
- Harrisburg
- Harristown
- Hartford
- Hartsburg
- Harvard
- Harvel
- Harvey
- Harwood Heights
- Havana
- Hawthorn Woods
- Hazel Crest
- Hebron
- Hecker
- Henderson
- Hennepin
- Henning
- Henry
- Herrick
- Herrin
- Herscher
- Hettick
- Heyworth
- Hickory Hills
- Hidalgo
- Highland
- Highland Park
- Highwood
- Hillcrest
- Hillsboro
- Hillsdale
- Hillside
- Hillview
- Hickley
- Hindsboro
- Hinsdale
- Hodgkins
- Hoffman
- Hoffman Estates
- Holiday Hills
- Hollowayville
- Homer
- Hometown
- Homewood
- Hoopeston
- Hooppole
- Hopedale
- Hopewell
- Hopkins Park
- Hoyleton
- Hudson
- Huey
- Hull
- Humboldt
- Hume
- Huntley
- Hurst
- Hutsonville

## I
- Illiopolis
- Ina
- Indian Creek
- Indian Head Park
- Indianola
- Industry
- Ingalls Park
- Inverness
- Iola
- Ipava
- Iroquois
- Irving
- Irvington
- Irwin
- Island Lake
- Itasca
- Iuka
- Ivesdale

## J
- Jacksonville
- Jeffersonville
- Jeisyville
- Jerome
- Jerseyville
- Jewett
- Johnsburg
- Johnsonville
- Johnston City
- Joliet
- Jonesboro
- Joppa
- Joy
- Junction
- Junction City
- Justice

## K
- Kampsville
- Kane
- Kangley
- Kankakee
- Kansas
- Kappa
- Karnak
- Kaskaskia
- Keenes
- Keensburg
- Keithsburg
- Kell
- Kempton
- Kenilworth
- Kenney
- Kewanee
- Keyesport
- Kilbourne
- Kildeer
- Kincaid
- Kinderhook
- Kingston
- Kingston Mines
- Kinmundy
- Kinsman
- Kirkland
- Kirkwood
- Knoxville

## L
- Lacon
- Ladd
- La Grange Park
- La Harpe
- Lake Barrington
- Lake Bluff
- Lake Catherine
- Lake Forest
- Lake Forest
- Lake Summerset
- Lake Villa
- Lake Zurich
- Lake in the Hills
- Lake of the Woods
- Lakemoor
- Lakewood
- Lakewood Shores
- La Moille
- Lanark
- La Rose
- La Salle
- Latham
- Lawrenceville
- Leaf River
- Lebanon
- Leland Grove
- Lemont
- Lena
- Lenzburg
- Leonore
- Lerna
- Le Roy
- Lewistown
- Lexington
- Lily Lake
- Lincoln
- Lincolnwood
- Litchfield
- Loami
- Lockport
- Loda
- London Mills
- Lostant
- Loves Park

## M
- McHenry
- McLeansboro
- Macomb
- Macon
- Madison
- Marengo
- Marion
- Markham
- Maroa
- Marquette Heights
- Marseilles
- Marshall
- Martinsville
- Mascoutah
- Mason City
- Mattoon
- Mendota
- Metropolis
- Minonk
- Moline
- Momence
- Monmouth
- Monticello
- Morris
- Morrison
- Mound City
- Mounds
- Mount Carmel
- Mount Carroll
- Mount Olive
- Mount Pulaski
- Mount Sterling
- Mount Vernon
- Murphysboro

## N
- Naperville
- Nashville
- Nason
- Nauvoo
- Neoga
- New Boston
- Newman
- Newton
- Nokomis
- North Chicago
- Northlake

## O
- Oakbrook Terrace
- Oak Forest
- Oakland
- O'Fallon
- Oglesby
- Olney
- Oneida
- Oregon
- Orient
- Ottawa

## P
- Palos Heights
- Palos Hills
- Pana
- Paris
- Park City
- Park Ridge
- Paxton
- Pekin
- Peoria
- Peru
- Petersburg
- Pinckneyville
- Pittsfield
- Plano
- Polo
- Pontiac
- Princeton
- Prophetstown
- Prospect Heights

## Q
- Quincy

## R
- Red Bud
- Robinson
- Rochelle
- Rock Falls
- Rockford
- Rock Island
- Rolling Meadows
- Roodhouse
- Rosiclare
- Rushville

## S
- St. Charles
- St. Elmo
- St. Francisville
- Salem
- Sandwich
- Savanna
- Sesser
- Shawneetown
- Shelbyville
- Silvis
- South Beloit
- Sparta
- Springfield
- Spring Valley
- Staunton
- Sterling
- Streator
- Sullivan
- Sumner
- Sycamore

## T
- Taylorville
- Toluca
- Toulon
- Trenton
- Troy
- Tuscola

## U
- Urbana

## V
- Vandalia
- Venice
- Vienna
- Villa Grove
- Virden
- Virginia

## W
- Wamac
- Warrenville
- Warsaw
- Washington
- Waterloo
- Watseka
- Waukegan
- Waverly
- Wenona
- West Chicago
- West Frankfort
- West Peoria
- Wheaton
- White Hall
- Wilmington
- Winchester
- Windsor
- Witt
- Wood Dale
- Wood River
- Woodstock
- Wyoming

## Y
- Yorkville

## Z
- Zeigler
- Zion